# Spanische Kolonie Florida

Die Flagge von Neuspanien

Die Spanische Kolonie Florida (auch Spanisch-Florida oder La Florida) war ein von spanischen Kolonisten beanspruchtes Gebiet im Südosten des nordamerikanischen Kontinents. Die Spanier landeten erstmals im Jahre 1513 auf der Halbinsel, woraufhin sie von 1565 bis 1763 und von 1784 bis 1821 sowohl die Halbinsel, als auch nördliche Gebiete auf dem Festland als Kolonie beanspruchten. Heute befindet sich dort der Bundesstaat Florida. In den 1560er Jahren reichte das von ihnen kontrollierte Gebiet bis zur Küste des heutigen South Carolinas.

## Erste spanische Kolonie
Der Konquistador Juan Ponce de León sichtete Florida, welches er für eine Insel hielt, auf seiner angeblichen Suche nach dem Jungbrunnen am 27. März 1513. Er landete am 2. April an der Ostküste der vermeintlichen Insel an und betrat das Land während des spanischen Osterfestes, Pascua Florida (deutsch für „blühendes Ostern“), dem zu Ehren Ponce de León das Land benannte. Zu dieser Zeit lebten auf der Halbinsel viele Indianer Nordamerikas. Er verließ Florida und kehrte 1521 mit Ausrüstung und Siedlern wieder, um das Land zu kolonialisieren. Der Gründungsversuch blieb erfolglos, wiederholte Angriffe der indigenen Bevölkerung zwangen die frühen Siedler in die Flucht.
Die frühesten Berichte über das Binnenland Floridas stammen von Überlebenden der spanischen Eroberungsversuche. Pánfilo de Narváez erforschte die Westküste Floridas im Jahre 1528, wurde jedoch von Indianern angegriffen. Seit seinem Versuch, über den Golf von Mexiko auf dem Seeweg nach Mexiko zu fliehen, gilt er als verschollen. Jedoch überlebte einer seiner Offiziere, Álvar Núñez Cabeza de Vaca, der sich neun Jahre zwischen Florida und Mexiko dahingeschleppt hatte. Er kehrte in sein Heimatland zurück und veröffentlichte seine Beobachtungen. Dies wiederum veranlasste Hernando de Soto, Florida im Jahre 1539 zu erforschen. Mitglieder seiner Expedition beschrieben später Details zu den in Florida lebenden Indianern, ihren Lebensgewohnheiten und ihrem Verhalten. 1559 errichtete Tristán de Luna y Arellano eine kurzlebige Siedlung namens Pensacola, die bereits nach zwei Jahren aufgegeben wurde.
Die Franzosen begannen sich für die Region zu interessieren, was zu einer Beschleunigung der spanischen Kolonisation Amerikas führte. Jean Ribault führte im Jahre 1562 eine Expedition nach Florida an und René Goulaine de Laudonnière gründete zwei Jahre später 1564 Fort Caroline auf dem Gebiet des heutigen Jacksonville, das für hugenottische Siedler als Hafen dienen sollte.
Nur ein Jahr später wurde San Agustín (St. Augustine) gegründet und mit der Hilfe von Pedro Menéndez de Avilés besiedelt. Damit ist der Ort die älteste dauerhafte und zugleich durchgehend bewohnte Ansiedlung von Europäern auf dem Festland der Vereinigten Staaten. Von diesem Ort aus, der als Basis genutzt wurde, errichteten die Spanier überall im Südosten der heutigen USA römisch-katholische Missionsstationen. Noch im selben Jahr eroberte Menéndez de Avilés Fort Caroline und tötete alle französischen Soldaten, lediglich die Katholiken überlebten. Das Fort benannte er zu Fort San Mateo um. Zwei Jahre später eroberte Dominique de Gourgues das Fort zurück und tötete alle spanischen Verteidiger.
1586 plünderte und brandschatzte der englische Kapitän zur See und gelegentliche Freibeuter Sir Francis Drake den Ort St. Augustine.
Während des 17. Jahrhunderts verschoben englische Siedler in den Kolonien Virginia und Carolina die Grenzen der spanischen Besitztümer nach Süden, während die französischen Kolonisten aus dem Mississippi-Delta die westlichen Grenzen der Spanier bedrängten. 1702 griff der englische Colonel James Moore gemeinsam mit den alliierten Creek die Siedlung St. Augustine an, es gelang ihnen jedoch nicht, die Kontrolle über den Ort zu übernehmen. 1704 begannen Moore und seine Soldaten die spanischen Missionen niederzubrennen und die auf Seiten der Spanier stehenden Indianer hinzurichten. Die Franzosen übernahmen im Jahre 1719 die spanischen Siedlungen in Pensacola.
In dieser Phase begannen die späteren Seminolen in das Gebiet einzuwandern.

## Britische Kolonie

Das Gebiet Westfloridas um 1767

Im Jahre 1763 tauschte Spanien Florida an die Briten ein und erhielt dafür die Kontrolle über Havanna auf der Insel Kuba, das die Briten während des Siebenjährigen Krieges erobert hatten. Beinahe die gesamte spanische Bevölkerung verließ daraufhin die Region Florida, gemeinsam mit großen Teilen der indigenen Bevölkerung. Die britischen Kolonialherren teilten das Gebiet in Ost- und Westflorida auf und begannen mit aggressiven Rekrutierungsmaßnahmen um Siedler in die Kolonie zu locken. Dazu gehörten kostenloses Land und Unterstützung für exportorientierte Unternehmen.
1767 verlegten die Briten ihre nördliche Grenze West Floridas auf eine Linie die von der Mündung des Yazoo River östlich bis an den Chattahoochee River reichte und damit etwa das untere Drittel der heutigen Staaten Mississippi und Alabamas ausmachte. Während dieser Zeit wanderten verstärkt Creek in die Region ein, dies führte schließlich zur Bildung des Stammes der Seminolen. Der Stamm bestand überwiegend aus „Unteren Creek“ aus Georgia, mikasuki-sprechenden Muskogee und entflohenen Sklaven afrikanischer Herkunft (Schwarze Seminolen). Ein geringerer Anteil wurde durch Weiße und Indianer anderer Stämme gestellt. Die ursprünglich dort lebenden Indianer waren durch Krankheit oder Krieg vernichtet worden, es wird angenommen, dass die meisten Überlebenden das Gebiet gemeinsam mit den spanischen Siedlern um 1763 verlassen hat. Dies ließ weite Flächen für die Besiedlung durch die „Unteren Creek“ offen, die sich seit Jahren in einer Auseinandersetzung mit den „Oberen Creek“ aus Alabama befanden. Die entstehenden Seminolen besiedelten anfangs die bewaldeten Flächen des nördlichen Floridas und breiteten sich nach und nach bis zu den Everglades im Süden aus, wo viele ihrer Nachkommen heute noch leben.
Großbritannien konnte die Kontrolle über Florida während des Amerikanischen Unabhängigkeitskrieges bewahren, aber es gelang den Spaniern, die zu der Zeit mit den aktiv gegen Großbritannien kriegführenden Franzosen alliiert waren, den größten Teil Westfloridas zurückzuerobern. Gegen Ende des Krieges trat im Jahr 1783 der Frieden von Paris zwischen den Königreichen Spanien und Großbritannien in Kraft. In der Folge übergab Großbritannien die Kolonie an die ehemaligen spanischen Herrscher zurück, jedoch ohne die Grenzen des Gebietes festzulegen. Die Spanier bevorzugten die ausgedehnten Grenzen, während die den Norden kontrollierenden USA nur die alte Grenze entlang des 31. Breitengrades anerkannten. Im 1795 zwischen den beiden Ländern geschlossenen Vertrag von San Lorenzo akzeptierte Spanien schließlich die von den US-Amerikanern bevorzugte Grenze.

## Zweite spanische Kolonie

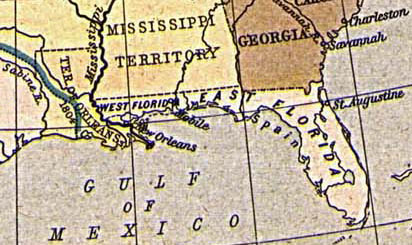
Die spanische Kolonie Florida im Jahre 1810.

Im frühen 19. Jahrhundert versuchte Spanien mit großzügigen Ländereien in Florida neue Siedler anzulocken und sowohl aus den USA wie aus Spanien stammende Kolonisten zogen in größerer Zahl ins Land. Nach Angriffen durch die Europäer auf indianische Ortschaften, begannen Indianer Siedlungen der Kolonie Georgia zu überfallen – angeblich auf Geheiß der Spanier. Die United States Army fiel zunehmend häufig in das Hoheitsgebiet der spanischen Kolonie ein, darunter auch im Rahmen des Feldzuges gegen die Seminolen in den Jahren 1817/1818 unter Andrew Jackson, der als Erster Seminolenkrieg bekannt wurde. Nach diesem Krieg kontrollierte die USA praktisch Ostflorida.
Am 22. Februar 1819 wurde der Adams-Onís-Vertrag von den Vereinigten Staaten und Spanien unterzeichnet und erreichte seine Gültigkeit am 10. Juli 1821. Nach den Vereinbarungen des Vertrages erhielten die USA die Gebiete Floridas und verzichteten im Gegenzug auf alle Ansprüche in Texas.